# بنية تعاونية (تعلم)
في التعلم، البنية التعاونية هو نهج مميز حيث يتم التركيز على العمل التعاوني أو الشراكة. ويتضمن النهج بعض العمليات الأكثر تفاعلية مثل التعاون والتنسيق.